# Eschau (Germania)
Eschau è un comune tedesco di 4 053 abitanti, situato nel land della Baviera.